# Engelsberger Hof
Engelsberger Hof ist eine aus einem Landgut hervorgegangene Ortslage in der bergischen Großstadt Solingen. Am Engelsberger Hof südlich der Ohligser Heide befindet sich der größte Abenteuerspielplatz in Solingen.

## Lage und Beschreibung
Der Engelsberger Hof befindet sich im Westen des Stadtteils Ohligs in einem dicht bewaldeten Gebiet südlich des Naturschutzgebietes Ohligser Heide. Der Ort liegt abseits städtischer Bebauung an der Verbindungsstraße zwischen Ohligs und Hilden, die in diesem Bereich auch den Namen Engelsberger Hof trägt. Südlich der Straße erstreckt sich das Freizeitzentrum Engelsberger Hof mit einem Restaurant am östlichen Ende. Daran angrenzend befinden sich ein Forststützpunkt sowie einige Parkflächen. Nördlich liegt das Freibad Heide im Naturschutzgebiet.
Benachbarte Orte sind bzw. waren (von Nord nach West): Kovelenberg, Heide, Bauermannsheide, Hasselsheide, Hackhausen, Hackhauser Hof, Krüdersheide, Götsche und Verlach (auf Solinger Stadtgebiet) sowie Wafert, Götsche und Schwanenmühle (auf Langenfelder Stadtgebiet).

## Etymologie
Der Ortsname Engelsberg leitet sich von dem Familiennamen Engels ab.

## Geschichte

### Gut
Abkömmlinge der Familie Engelsberg, die bereits einen Hof an einem Nordhang des Lochbachtales bewirtschafteten, ließen sich um 1800 südlich der Ohligser Heide nieder und gründeten dort den Engelsberger Hof auf ehemaligem Ödland, der sich zu einem rentabel zu bewirtschaftenden Gut entwickelte. Das Land hatte bis dahin den Besitzern von Schloss Hackhausen gehört.
Die Topographische Aufnahme der Rheinlande von 1824 verzeichnet den Ort noch unbenannt und die Preußische Uraufnahme von 1844 als Engelsberg. In der Topographischen Karte des Regierungsbezirks Düsseldorf von 1871 ist der Ort ebenso als Engelsberg benannt. Die Preußische Neuaufnahme von 1893 verzeichnet den Ort als Engelsbergerhof. Seit dem amtlichen Stadtplan von 1935 ist der Ort als Engelsberger Hof verzeichnet.
Der Engelsberger Hof wurde in den Ortsregistern der Bürgermeisterei Merscheid geführt, die 1856 zur Stadt erhoben und im Jahre 1891 in Ohligs umbenannt wurde. Die Gemeinde- und Gutbezirksstatistik der Rheinprovinz führt den Ort 1871 mit acht Wohnhäusern und 84 Einwohnern auf. Im Gemeindelexikon für die Provinz Rheinland von 1888 werden zehn Wohnhäuser mit 89 Einwohnern angegeben. 1895 besitzt der Ortsteil 13 Wohnhäuser mit 76 Einwohnern.
Zu Beginn des 20. Jahrhunderts wurde das Gut um ein Wohn- und Wirtschaftsgebäude erweitert, das heute noch vorhandene Restaurant. Später wurde das Gut mit Restaurant durch die Stadt Ohligs erworben, die es verpachtete. Im Jahre 1908 wurde im Rahmen von Notstandsarbeiten eine Parkanlage angelegt, die unter anderem einen Springbrunnen und einen Teich umfasste. Mit der Städtevereinigung zu Groß-Solingen im Jahre 1929 wurde der Engelsberger Hof ein Ortsteil Solingens.

### Freizeitzentrum und Spielplatz
Aus den städtischen Anlagen am Engelsberger Hof sowie dem angrenzenden Walderholungsheim entwickelte sich bereits nach der Städtevereinigung und insbesondere in der Nachkriegszeit ein Freizeitzentrum für die neue Großstadt Solingen. Diese Entwicklung wurde begünstigt durch die Nähe zur Ohligser Heide, zum Freibad Heide, zum Solinger Vogel- und Tierpark sowie durch die Erschließung des Gebietes durch Wanderwege wie den Klingenpfad. Der Park wurde zu Beginn der 1970er Jahre durch den Ohligser Heimatverein durch zahlreiche Spielgeräte für Kinder und Jugendliche verschiedenen Alters ergänzt. Dieser Spielplatz wurde am 31. Mai 1973 offiziell an die Stadt Solingen übergeben.
Eine der Attraktionen des Spielplatzes bildet seit 1971 die ehemalige Dampf-Lokomotive Schnaufi. Sie musste aufgrund sicherheitstechnischer Mängel ab 2012 für Kinder gesperrt werden. Es bildete sich ein Bürgerverein, der die Hälfte der zu ihrer Sanierung notwendigen Gelder beisteuerte, die andere Hälfte stammte von der Stadt Solingen. Die sanierte Dampflok konnte 2016 wieder für Kinder freigegeben werden. Im Jahre 2020 wurde auch eine mit Unterstützung des Vereins errichtete neue Ritterburg auf dem Spielplatz eröffnet.
Neben den genannten Attraktionen bietet das rund 31.000 Quadratmeter große Gelände heute unter anderem auch Grillplätze, Tischtennisplatten, Bolzplatztore und Sandkästen. Für die Unterhaltung des Spielplatzes sind die Technischen Betriebe Solingen zuständig.